# Starnberg (stad)
Starnberg is een Duitse stad in Beieren. De stad is de hoofdstad van de Landkreis Starnberg en is tevens de enige stad in deze Landkreis. De oppervlakte bedraagt 61,77 km² en Starnberg telt 23.511 inwoners.
Starnberg werd in 1226 voor het eerst genoemd en heette destijds Aheim am Würmsee.
Het Amerikaanse IT-bedrijf Symantec heeft hier een vestiging, maar de stad is voornamelijk bekend als toeristencentrum. Starnberg heeft een stedenband met Dinard.

## Geboren in Starnberg
- Nikolaus Gerhart (1944), steenbeeldhouwer
- Sara Goller (1984), beachvolleyballer
- Karel van Habsburg-Lotharingen (1961) Oostenrijks politicus (zoon van Otto van Habsburg-Lotharingen)
- Frans Maria Luitpold van Beieren (1875-1957), Beierse prins uit het Huis Wittelsbach
- Marianne Sägebrecht (1945), actrice
- Adrian Sutil (1983), Formule 1 coureur
- Clemens Wickler (1995), beachvolleyballer
- Benedict Hollerbach (2001), voetballer

## Bekende inwoners van Starnberg
- Adolf von Baeyer (1835-1917) scheikundige, overleed hier
- Lothar-Günther Buchheim (1918-2007) schrijver, bekend van Das Boot (woonde en overleed hier)
- Johannes Heesters (1903-2011) Nederlands acteur en operettezanger (woonde en overleed hier)
- Herbert Marcuse (1898-1979), Duits-Amerikaanse filosoof en socioloog (overleed hier)
- Gustav Meyrink (1868-1932) Oostenrijks schrijver (woonde en overleed hier)
- Erwin Piscator (1893-1966), toneelregisseur en theaterproducent (woonde en overleed hier)
- Rudolf Schock (1915-1986), operettezanger woonde in Starnberg
- Georg Thomalla (1915-1999), acteur (woonde en overleed hier)
- Carl Friedrich von Weizsäcker (1912-2007), natuurkundige en filosoof (woonde en overleed hier)
- Arnold Zweig (1887-1968),schrijver, woonde hier